# 孙伟 (1954年)
孙伟（1954年9月—），山东莱阳人，汉族，无党派人士。中华人民共和国政治人物、第十三届全国人民代表大会山东省代表。

## 生平
2018年，孙伟被选为山东省出席第十三届全国人民代表大会代表。